# Rosalyn Sussman Yalow
Rosalyn Sussman Yalow (Nova York, 19 de juliol de 1921 - Nova York, 30 de maig de 2011) fou una física i professora universitària nord-americana guardonada amb el Premi Nobel de Medicina o Fisiologia l'any 1977.

## Biografia
Va néixer el 19 de juliol de 1921 al barri del Bronx a la ciutat de Nova York al si d'una família de religió jueva. El seu pare Simon Sussman, és propietari d'un petit negoci de venda de cartrons i cordes d'embalatge i la seva mare, Clara Zipper-Sussman no treballa. Va estudiar física al Hunter College de la Universitat de Nova York, la millor universitat per a noies d'aquella època, on es graduà el 1941 amb una menció Magna Cum Laude. En una època molt difícil per a una dona esdevenir investigadora o professora universitària, hagué de treballar de secretària del bioquímic Michael Heidelberger, per tal de poder-se finançar el doctorat. Posteriorment, a l'octubre de 1941, fou nomenada professora ajudant de física a la Universitat d'Illinois on també estudiaria el doctorat. Durant la Segona Guerra Mundial al marxar la majoria dels homes al front bèl·lic moltes universitats van preferir contractar a dones per a llocs de docència abans que deixar d'oferir els cursos que donaven. L'any 1943 es casà amb l'estudiant Aaron Yalow, del qual prengué el cognom, i el 1945 aconseguí realitzar el seu doctorat. Rosalyn i Aaron tenen dos fills, Benjamin, nascut el 1952 i Elanna, el 1954. En ambdós casos simultanieja la cura dels seus fills amb la feina de laboratori.

## Recerca científica
El 1947, decidida a fer carrera en la recerca, aconsegueix ser contractada al servei de radioisòtops del Veterans Administration Medical Hospital al Bronx, gràcies a les relacions del seu marit, qui treballa en física mèdica a l'hospital Montefiore. Allà comença a treballar amb el cap el servei de radioteràpia Bernard Roswit qui, impressionat per les seves capacitats, li ofereix un espaiós laboratori i un petit salari de consultora de física nuclear. En el laboratori Rosalyn provara l'ús dels radioisòtops en éssers humans.
Inicià la seva col·laboració amb Solomon Berson l'any 1950, amb el qual va desenvolupar la tècnica d'assaig radioimmunològic, que permet amidar quantitats molt petites de substàncies biològiques en els líquids corporals, emprant un producte marcat radioactivament. Ambdós científics renunciaren a la patent d'aquest avanç tècnic en favor de la investigació mèdica. Les seves investigacions sobre física nuclear li van permetre entrar a formar part del Servei de Medicina Nuclear de l'Hospital de Veterans del Bronx, i se'n convertí l'any 1970 en cap del departament.
L'any 1977 fou guardonada amb la meitat del Premi Nobel de Medicina o Fisiologia pels seus estudis sobre les hormones proteiques usant el radio immunoassaig, premi que compartí amb Roger Guillemin i Andrew Victor Schally pels seus estudis sobre les hormones proteiques produïdes al cervell. Aquest premi no pogué ser atorgat també a Salomon Berson per la seva prematura mort el 1972.
Durant anys dona classes a la Facultat de Medicina Albert Einstein, de la Yeshiva University, i també a l'hospital Montefiore i al Mount Sinai Hospital. Es jubila oficialment l'any 1992 però continua donant classes fins a 2003.